# Pokémon: Diamond and Pearl - Battle Dimension
Pokémon: Diamond and Pearl - Battle Dimension is het elfde seizoen van de animatieserie Pokémon. Dit seizoen wordt opgevolgd door Pokémon: Diamond and Pearl - Galactic Battles, en voorafgegaan door Pokémon: Diamond and Pearl. De Amerikaanse productie lag in handen van The Pokémon Company. Ook bekend als Pokémon DP: Battle Dimension.

## Uitzending
Dit seizoen werd oorspronkelijk uitgezonden in doordeweekse uitzending in het jaar 2009 op kinderzender Jetix, gevolgd door enkele herhalingen op dezelfde zender. Is in 2011 ook nog herhaald door Disney XD, het 24/7 digitale kanaal.

## Verhaallijn
Onze helden gaan verder met hun reis door de Sinnoh-regio.

## Rolverdeling
| Hoofdrollen                           | Hoofdrollen        | Hoofdrollen        | Hoofdrollen        |
| Personage                             | Nederlandse versie | Amerikaanse versie | Japanse versie     |
| ------------------------------------- | ------------------ | ------------------ | ------------------ |
| Verteller                             | Jeroen Keers       | Rodger Parsons     | Unshō Ishizuka     |
|                                       |                    |                    |                    |
| Ash Ketchum                           | Christa Lips       | Sarah Natochenny   | Rica Matsumoto     |
| Brock                                 | Fred Meijer        | Bill Rogers        | Yuji Ueda          |
| Dawn                                  | Meghna Kumar       | Emily Jenness      | Megumi Toyoguchi   |
|                                       |                    |                    |                    |
| Pikachu                               | Ikue Ōtani         | Ikue Ōtani         | Ikue Ōtani         |
| Jessie                                | Hilde de Mildt     | Michelle Knotz     | Megumi Hayashibara |
| James                                 | Paul Disbergen     | Jimmy Zoppi        | Miki Shinichirou   |
| Meowth                                | Bas Keijzer        | Jimmy Zoppi        | Inuko Inuyama      |
|                                       |                    |                    |                    |
| Zuster Joy                            | Mandy Huydts       | Michelle Knotz     | Ayako Shiraishi    |
| Agent Jenny                           | Edna Kalb          | Emily Williams     | Chinami Nishimura  |
| Gary Oak                              | Leon Wiedijk       | Jimmy Zoppi        | Yuko Kobayashi     |
| Delia Ketchum                         | Beatrijs Sluijter  | Michelle Knotz     | Masami Toyoshima   |
| Professor Oak                         | Florus van Rooijen | Jimmy Zoppi        | Unshô Ishizuka     |
| Stadionomroeper                       | Huub Dikstaal      | ???                | ???                |
| Dextette (PokéDex) -> vrouwelijke dex | Hetty Heyting      | Michelle Knotz     | Tomoko Kawakami    |
| Tracey                                | Rolf Koster        | Craig Blair        | Tomokazu Seki      |
|                                       |                    |                    |                    |
| overige                               | Edward Reekers     |                    |                    |

## Muziek

### Leader
De Nederlandstalige leader Wij Zijn Helden, naar het Nederlands bewerkt door Bianca Steenhagen, is ingezongen door Herman van Doorn en gebaseerd op het Amerikaanse origineel We Will Be Heroes. Het liedje werd gecomponeerd door John Loeffler en David Wolfert. Het liedje duurt dertig seconden in totaal. Uniek aan deze leader is het feit dat de vaste achtergrondstem naar voren is gehaald, en de vollere voorgrondstem (die overigens al gehanteerd werd sinds het jaar 2002) nu als minder regelmatige achtergrondstem (backing vocal) dient. Het herkenbare, meerstemmige achtergrondkoor is ook bij deze leader weer aanwezig. Hoewel in mindere mate, maar wel opnieuw uitgevoerd door hoofdzanger Van Doorn.

### Cd
De leader Wij Zijn Helden is tot op heden niet uitgebracht op cd.

## Uitgave

### Dvd
Het elfde seizoen is tot op heden niet op dvd verschenen.

### Amazon Prime
Tot 29 september waren de Nederlandstalige dubs van alle seizoenen uit de Diamond en Pearl-generatie (seizoenen 10-13) beschikbaar op Amazon Prime (Nederland).
Elk seizoen was verdeeld was verdeeld in vier delen.

## Afleveringen
| Seizoen 11 Pokémon DP: Battle Dimension | Seizoen 11 Pokémon DP: Battle Dimension | Seizoen 11 Pokémon DP: Battle Dimension | Seizoen 11 Pokémon DP: Battle Dimension       |
| Nr.                                     | Afleveringtitel | Nr.                                     | Afleveringtitel                               |
| --------------------------------------- | --- | --------------------------------------- | --------------------------------------------- |
| 01                                      | Tranen van angst | 27                                      | Chimchar in vuur en vlam                      |
| 02                                      | Zo groen als gras - Gardenia vertolkt door Lizemijn Libgott. | 28                                      | Het neusje van de Croagunk                    |
| 03                                      | De grote verwisseltruk - Zuster Joy wordt niet vertolkt door haar gewoonlijke stemactrice. | 29                                      | Pokémon Ranger en de ontvoering van Riolu (1) |
| 04                                      | De sluitsteen floept open - Wanneer de helden Team Rocket weten te vangen, doen ze hun gebruikelijke aankondigingsspeech na, totdat ze onderbroken worden door een geïrriteerde Jessie. - De oude naamloze vrouw wordt ingesproken door Edna Kalb, die gewoonlijk agent Jenny vertolkt. - Een van de dorpelingen wordt vertolkt door Sander van der Poel. | 30                                      | Pokémon Ranger en de ontvoering van Riolu (2) |
| 05                                      | Bibarel knaagt het beste - Isis wordt vertolkt door Jannemien Cnossen. | 31                                      | Een krachtig gevecht met Crasher              |
| 06                                      | Rondneuzen op de berg | 32                                      | Zin in het goede leven                        |
| 07                                      | De blik van Luxray - Marble wordt vertolkt door Donna Vrijhof. | 33                                      | Angst met angst bestrijden                    |
| 08                                      | Reis naar de Unown - Saturn van Team Galactic wordt vertolkt door Florus van Rooijen. - Op tijdstip 4:08 klinkt Ash's stem eventjes te laag in volume, waardoor hij bijna niet te horen is. | 34                                      | Arriveren in stijl                            |
| 09                                      | Team Tegenslag | 35                                      | Tegengehouden door Psyducks                   |
| 10                                      | Een tank vol herinneringen | 36                                      | Op zomerkamp                                  |
| 11                                      | Een lek in het zuiverste water | 37                                      | Van heel dichtbij                             |
| 12                                      | Met de wind mee | 38                                      | Geestvrees                                    |
| 13                                      | Zandvaardigheid | 39                                      | Wie gaat er winnen? Rood, groen of blauw?     |
| 14                                      | Strategie van een lijdende leider | 40                                      | Slang en ruig, Team-Rocket-tuig               |
| 15                                      | Over de wedstrijdstreep | 41                                      | Op gelijk niveau komen                        |
| 16                                      | Drie winkansen | 42                                      | Doc Brock                                     |
| 17                                      | De wereld van Team Galactic | 43                                      | De strijd tegen de generatiekloof             |
| 18                                      | De bellen zingen | 44                                      | Glans verliezen                               |
| 19                                      | Waar paden kruizen | 45                                      | Strijd tussen de teams                        |
| 20                                      | Pika en Goliath | 46                                      | Wie de sjaal past, doet 'm om                 |
| 21                                      | De beker stroomt over | 47                                      | De hereniging                                 |
| 22                                      | Een viergangen koppelgevecht | 48                                      | De vijand bijstaan                            |
| 23                                      | De terugkeer van een held | 49                                      | Barry, de bruisende branieschopper            |
| 24                                      | Wie wordt de winnaar? | 50                                      | Iets in z'n schild voeren                     |
| 25                                      | Een stralende strategie | 51                                      | Verlaat het Rocket-schip!                     |
| 26                                      | De dief die maar blijft stelen | 52                                      | Slapeloze nachten zijn lang                   |
| F11                                     | Giratina en de krijger van de lucht |                                         |                                               |

- s = speciale aflevering, f = film

## Trivia
- Tussen voorjaar en juli 2012 waren eenenvijftig afleveringen van de in totaal tweeënvijftig afleveringen van het elfde seizoen terug te zien via de officiële Nederlandse Pokémon-website. Sporadisch is er nog een enkele, wisselende aflevering uit het bestaande archief terug te zien naast het complete twaalfde seizoen anno najaar 2012.
- Dit is - vooralsnog - het laatste jaar dat Herman van Doorn als leaderzanger fungeerd. Hij was betrokken bij de Nederlandse nasynchronisatie van de serie sinds het jaar 2002 en in 2007 bij de film Lucario en het Mysterie van Mew.
- De eerste paar afleveringen Pokémon DP: Battle Dimension waren in een 'preview' te zien na een herhalingsmarathon van het vorige seizoen getiteld Pokémon: Diamond and Pearl, in het weekend voor de eigenlijke première op maandag.
- Dit is het eerste seizoen in nasynchronisatie voor Sun Studio. Neemt na twee jaar het stokje over van de Fred Butter Soundstudio.